# ソニック・ザ・ヘッジホッグCD
『ソニック・ザ・ヘッジホッグCD』 は、1993年9月23日に日本のセガ・エンタープライゼスから発売されたメガCD用横スクロールアクションゲーム。略称は『ソニックCD』。

## 概要
メガドライブでの『ソニックシリーズ』の3作目。主人公のソニックを操作し、巨大な湖「ネバーレイク」に縛り付けられた「リトルプラネット」を占拠しているDr.エッグマンを倒して世界征服の野望を阻止する事を目的としている。本作でエミー・ローズとメタルソニックが初登場した。
開発はソニックCDチームおよびH.I.C。プロデューサーは後にメガドライブ用ソフト『リスター・ザ・シューティングスター』（1995年）を手掛けた金成実とメガドライブ用ソフト『Jリーグプロストライカー2』（1994年）を手掛けた押谷誠、ディレクターは『ソニック・ザ・ヘッジホッグ』（1991年）にてキャラクター・デザインを手掛けた大島直人が担当。#音楽担当については日本・欧州版と北米版で異なっている。OP・EDアニメーションは東映動画（後の東映アニメーション）が担当した。
メガCD版はゲーム誌『ファミコン通信』の「クロスレビュー」にてゴールド殿堂を獲得した。
その後1996年8月9日にはWindows版が発売され、家庭用ゲーム機ではGC・PS2版『ソニック ジェムズ コレクション』（2005年）で初めて移植された。2011年12月14日にはAndroid端末向けにダウンロード販売によって配信され、同年12月15日からiPod touch、iPhone、iPad向けに配信された。なお、日本国外ではXbox 360、PlayStation 3、Windows向けの配信もされたが、日本国内では配信されていない。

## ゲーム内容

### システム
スピンダッシュが『ソニック2』に続いて使用可能だが、操作性が大きく異なり、一定以上溜めるまで動くことができない。一方で、方向キー上とジャンプボタンを同時押しすることで、その場でダッシュすることができる機能が追加された。このシステムを採用している作品はシリーズの中では数少ない。
今作の大きな要素としてタイムワープがある。このシステムは、過去（Past）と未来（Future）を行き来できるシステムであり、当初はMD版『ソニック2』でも時間移動の概念が組み込まれる予定だった。ステージにある過去、未来選択マーカーを通過すると、画面の左下にマーカーのアイコンが表示されタイムワープ待機状態になる。この状態でソニックがダッシュし続けると、ソニックが光りだす。この状態をキープしているとマーカーが薄くなり、さらに走り続けるとソニックが過去（または未来）へワープする。スピードを落とせばタイムワープが止まり待機状態に戻るが、マーカーが薄くなった状態でスピードを落とすと待機状態が消える。
一度使用したマーカーは裏返って使えなくなるため、タイムワープの回数には制限がある。ワープした後は、同じ場所から再スタートとなる。ステージには向かい合ったスプリングなど、意図的にタイムワープをするために作られた仕掛けなども多数存在する。これは、ゲームの難易度と、展開を左右する上で大きな要素になる。
また、セーブ（バックアップ）機能も初搭載された。この機能を使用することで、再プレイ時に前回のステージの続きからプレイできる。さらに、一度クリアしたステージは、現代の時代のみだが、自由に選択してタイムアタックを行うことができる。
ゲーム中3分間程度なにもしない（ボタンを押さない）とソニックが「I'm outta here.」と言って、ステージから飛び降り一気に残機がなくなりゲームオーバーになる。

### スペシャルステージ
リングを50枚以上取得している状態でゴールにたどり着くと、巨大リングが出現する。これに触れると、スペシャルステージに進む。目的は迷路の上空を動いているUFOを制限時間内にすべて破壊する事。マップは3Dで描かれており、段差は無いが柵やスプリング、ファンやトラップが存在する。常に制限時間は減り続けるが、ソニックが迷路から外れて水に落ちると制限時間がかなりのスピードで減ってしまう。UFOを破壊するごとにリングかハイスピードのアイテムが手に入るが、時間を回復するには残り時間が少なくなると出てくる補給用の色違いのUFOを破壊するしか手段が無い。UFOをすべて破壊できればタイムストーンが獲得でき、タイムストーンをすべて取得してクリアすると真のエンディングが見られる。

### 時間移動
今作では各ステージが四つの時代を持っている。通常ステージは『現代』から始まるが、「Future」や「Past」と書かれたタイムワープマーカーに触れて一定以上の速度で走り続けると、『未来』あるいは『過去』にワープできる。現代は、エッグマンによる侵略が行われている時代。未来のステージはエッグマンに完全に占拠されて機械的になり、一部の建築･造型物が破損しているなど荒々しい雰囲気が流れている時代。過去はまだ侵略が始まっていない（または侵略直後の）時代で、自然が多く近代的な仕掛けや足場があまり無いのが特徴である。なおエッグマンと対決するゾーン3は、未来のステージしか存在しない。
過去の時代は、各ラウンドのゾーン1と2両方のどこかに、現代の時代から過去の時代へ敵を転送するための機械が設置されている（現代の時代でも、破壊不能であるが転送装置がある）。これを破壊するとそのゾーンの過去の時代の敵は全滅し（現代の転送装置も連動して破壊される）、ゴール時のテロップが、「SONIC GOT THROUGH Zone 1」から「SONIC MADE A GOOD FUTURE IN Zone 1」と、未来を変えたことを表す文章になる。
さらに、ゾーン1、2両方の機械を破壊すると未来の時代が変化し、自然と機械が融合したような明るく平和な世界になる。ゾーン3には未来のステージしか存在しないが、ゾーン1、2両方で未来を変化させると平和な未来、そうでない場合は侵略が行われ荒廃した未来となる。また、過去の時代にはメタルソニックのホログラムを映し出している機械があるが、これを破壊すると隠れていた動物達が現れ、画面上で飛び回るようになる。ソニックがタイムストーンを全て手に入れている場合、ステージに入った瞬間に過去の時代にある転送装置が自動的に破壊される。
全てのラウンドの未来を変えた状態、あるいは、タイムストーンを全て集めてクリアすると真のエンディングが見られる。

### アイテム
1UP
残り人数が1人増える。
リング10
リングが10枚増える。
バリア
敵の攻撃を1回だけ守ってくれる。
無敵
しばらくの間無敵になる。
ハイスピード
しばらくの間移動速度が上がる。

## 設定

### ストーリー
小さく美しい星「リトルプラネット」。その星は1年の内1ヶ月の間巨大な湖「ネバーレイク」の上空にやってくる。リトルプラネットには時間を自由に支配し、時をこえた出来事を起こす不思議な石「タイムストーン」が眠っている。
タイムストーンの力に目をつけたDr.エッグマンはリトルプラネットをネバーレイク上空に固定し、巨大要塞の建設を開始し、タイムストーンの力で世界征服を達成するべく行動を起こした。
一方何も知らないソニックはリトルプラネットに会うためにネバーレイクへやって来た。岩から伸びる鎖に固定され、無惨な姿となったリトルプラネットと岩の斜面に掘られたエッグマンの顔を見たソニックはリトルプラネットを自由にするため、鎖を伝って走り出した。

### ステージ構成
この作品は初期シリーズの中では異例で、ステージが『ZONE』でなく『ROUND』で表記される。またそれとともに他の作品での『ACT』は『ZONE』に変わっている。各ラウンドごとに三つのゾーンがあり、三つ目のゾーンにはボスが登場する。
ROUND1 PALMTREE PANIC（パームツリーパニック；ヤシの木の混乱）
亜熱帯のステージ。ソニック1のグリーンヒルゾーンに雰囲気が似ている。
ボスはEGG-HVC-001
ROUND2 COLLISION CHAOS（コリジョンカオス；混沌の衝突）
ピンボール、フリッパーなどがいくつか設置されている。また、このステージの序盤で、エミー・ローズがメタルソニックにさらわれてしまう。ソニック1のスプリングヤードゾーンを思わせる要素がある。なお、このステージはネバーレイクから見てリトルプラネットの下部に位置しており、空には反転したネバーレイクの水面が確認出来る。
ボスはエッグマンカジノ
ROUND3 TIDAL TEMPEST（タイダルテンペスト；潮の嵐）
半ば水没した遺跡ステージ。主に水中を進んでいき、水中では床から噴き出す泡で息継ぎが必要になる。タイルなどのグラフィックが、初代ラビリンスゾーンに酷似している。
ボスはエッグモービル。
ROUND4 QUARTZ QUADRANT（クォーツクワドラント；水晶の象限）
クリスタル採掘所跡。螺旋状のパイプやベルトコンベアが設置されている。
ボスはエッグタードミル。
ROUND5 WACKY WORKBENCH（ワッキーワークベンチ；おかしな作業台）
工場内部。 光る床に触れると高くジャンプしてしまうほか、放電装置が多数設置されている。
ボスはエッグロケット。
ROUND6 STARDUST SPEEDWAY（スターダストスピードウェイ；星くずのサーキット）
星空をバックに夜の街を進んでいく。ソニック1のスターライトゾーンを思わせる要素がある。ゾーン3ではメタルソニックとのレース対決になり、先にゴールすれば勝利となる。
ROUND7 METALLIC MADNESS（メタリックマッドネス；金属の狂気）
エッグマンの要塞。仕掛けの中には、ソニック1のスクラップブレインゾーンとほぼ同じ物がある。
ラスボスはエッグブレード
Bonus Stage（ボーナスステージ）
1992年夏に発行されたセガの商戦カタログに写真のみ掲載されたステージで、製品版には採用されなかった。『ソニック1』のスペシャルステージをイメージにしたボーナスステージだったと思われる。なお、ボーナスステージの導入は『ソニック3』及び『ソニック&ナックルズ』で行われている。

## キャラクター
ソニック・ザ・ヘッジホッグ
本作の主人公。
ロージー・ザ・ラスカル
本名はエミー・ローズ。神秘的なことや占いが大好きな女の子。"カードのお告げ"によりリトルプラネットを訪れ、そこでソニックと出会うが、ステージ（ROUND2）の途中でメタルソニックに捕まってしまう。
『ソニックオリジンズ・プラス』のダウンロードコンテンツにてプレイアブル化。
メタルソニック
エッグマンに開発されたソニックそっくりの姿をしたロボット。ソニックと同程度の能力を持ち、瞬間的にソニック以上のスピードを出すことも可能。エッグマンの意思に同調し、ソニックを敵視している。
ドクター・エッグマン
ソニックを敵視する悪の天才科学者。本作ではリトルプラネットを地球のネバーレイク上空に固定させ、タイムストーンを手に入れ、その力で世界征服を目論んでいる。
マイルス "テイルス" パウアー
ソニックの親友の子ギツネ。2011年配信版と『ソニックオリジンズ』に登場。2011年配信版ではソニックで1度ゲームをクリアすると使えるようになる。『ソニックオリジンズ』では最初から使用可能。グラフィックは『ソニック2』、アクションは『ソニック3』に準じている。テイルスでプレイした場合、OP・EDアニメーションやエミー関係の演出が省略されている。
ナックルズ・ザ・エキドゥナ
『ソニック3』で登場したソニックのライバルにして後の仲間。『ソニックオリジンズ・プラス』のダウンロードコンテンツにてエミーと共にプレイアブル化。アクションは『ソニック3』を踏襲しており、テイルス同様にエミー関係の演出は省略されている。

## 音楽
今作のBGMやテーマ曲は発売された地域によって大きく異なっており、その違いから「日本・欧州版」と「北米版」の2種類がある。ただし、メガCDの内蔵音源による「過去（Past）」のステージのBGMなど一部は共通である。

### 日本・欧州版
ゲームギア版『ソニック・ザ・ヘッジホッグ2』（1992年）を手掛けた尾形雅史と幡谷尚史が担当。また、OP「Sonic‐You Can Do Anything」とED「Cosmic Eternity‐Believe in Yourself」（両曲とも英語歌詞）のボーカルは宇徳敬子、作詞・ラップはケーシー・ランキンが担当している。
この2曲はソニックチームのベストアルバム『SONIC TEAM "Power Play" 〜BEST SONGS FROM SONIC TEAM〜』、『ソニックCD』の楽曲を収めたサウンドトラック『SONIC THE HEDGEHOG CD ORIGINAL SOUNDTRACK 20th Anniversary Edition』にも収録されている。また、ソニックシリーズのテーマソングを収めたベストアルバム『TRUE BLUE:THE BEST OF SONIC THE HEDGEHOG』にはOPテーマ曲が、『TRUE COLORS:THE BEST OF SONIC THE HEDGEHOG Part 2』にはEDテーマ曲が収録されている。
なお、OPテーマ曲は本作より1年近く前の1992年11月21日に発売されたゲームギア版『ソニック・ザ・ヘッジホッグ2』の「GREEN HILLS ZONE」のBGMが原曲であるが、こちらを手掛けたのも尾形雅史である。また、同じくゲームギア版『ソニック ドリフト』（1994年3月18日発売）の作品内でも「Sonic‐You Can Do Anything」をアレンジしたBGMが使用されている。

#### 主題歌
オープニングテーマ「SONIC YOU CAN DO ANYTHING」
- 作詞：ケーシー・ランキン、作曲：尾形雅史、歌：宇徳敬子

エンディングテーマ「COSMIC ETERNITY -BELIEVE IN YOURSELF-」
- 作詞：ケーシー・ランキン、作曲：幡谷尚史、歌：宇徳敬子
- プロデューサー：長戸大幸（ビーイング）
- ディレクター：渡部良（ビーイング）
- レコーディング・スタジオ：スタジオバードマン、マッドスタジオ

### 北米版
セガ・オブ・アメリカのスペンサー・ニルセンとDavid J. Youngに加え、ラテン・ロック・バンドのサンタナのキーボーディストとして参加していたSterling Crewなどが楽曲制作を担当。メインテーマ曲はPasticheによる「Sonic Boom」で、アレンジの異なる2つのバージョンが制作された。ソニックが登場する『大乱闘スマッシュブラザーズX』（2008年）と『大乱闘スマッシュブラザーズ SPECIAL』（2018年）のステージBGMとして「Sonic Boom」（OP版）が収録されている。
前述の『ソニックCD』（日本・欧州版）サウンドトラック『SONIC THE HEDGEHOG CD ORIGINAL SOUNDTRACK 20th Anniversary Edition』では、ボーナストラックとして「Sonic Boom」など北米版の数曲が収録されている。また、同じく前述のソニックシリーズテーマソング集『TRUE BLUE:THE BEST OF SONIC THE HEDGEHOG』には、「Sonic Boom」も収録されている。
2017年に発売された『ソニック フォース』では、メタルソニック戦のBGMとして、北米版のメタルソニックのテーマの床井健一によるアレンジ版が使用されている。

#### 主題歌
メインテーマ「SONIC BOOM」
- 作曲、プロデュース：スペンサー・ニールセン、デヴィッド・ヤング
- 歌：パスティーシュ（サンディ・クレスマン、ジェニー・メルツァー、ベッキー・ウェスト）
- ドラムス、パーカッション：ブラッド・カイザー
- ギター：エリック・フライクマン
- レコーディング、ミックス・スタジオ：セガ・マルチメディア・スタジオ（レッドウッドシティ）

- 追加曲（「COLLISSION CHAOS」、「METALLIC MADNESS」、「ROBOTNIK」）作曲：スターリング
- ベース：ボビー・ベガ
- パーカッション：アーマンド・ペラザ
- エンジニア：チャールズ・アルバート
- アシスタント：ルーズベルト・フーバー、モーリス・ジャクソン
- レコーディング、ミックス・スタジオ：インターミックス

## スタッフ
- エクゼクティブ・プロデューサー：中山隼雄
- プロデューサー：金成実、押谷誠
- ディレクター：大島直人 (BIGISLAND)
- プログラム・ディレクター：山本啓一 (HIRO K)
- アートディレクター：河口宏之 (HIRO K)
- サウンド・ディレクター：牧野幸文
- ゲーム・デザイナー：ちのひろあき (TINON)、おのけんいち (AX)、横山雄一郎、見吉隆夫、西野陽
- キャラクター・デザイナー：星野一幸
- ランドスケープ・デザイナー：河口宏之 (HIRO K)、三宅拓己、三瓶昌広、西村真人、くらたひであき
- スペシャル・ステージ・デザイナー：星野一幸、山口恭史 (JUDY TOTOYA)
- スペシャル・ステージ・プログラマー：山本啓一
- アニメーション・プログラマー：峰裕一朗 (PROTO.2)、堀田栄治
- アニメーション・ビジュアル・ディレクター：河口宏之 (HIRO K)、三瓶昌広
- ビジュアル・デザイン：星野一幸、三宅拓己
- チーフ・プログラマー：溝口松秀
- プログラマー：松岡雄一、竹井宏、佐藤達也 (HIC)、八木田典孝 (HIC)
- アニメーション・スタッフ
  - プロデューサー：山口康男、木戸睦
  - チーフ・キー・アニメーター：江口寿志（スタジオジュニオ）
  - キー・アニメーター：熊谷哲矢、小丸敏之、清水保行、古市一郎、梶原賢二
  - アートディレクター：行信三
  - カメラ・ディレクター：坂西勝
  - アシスタント・プロダクション・マネージャー：広瀬公一
  - ディレクター：貝澤幸男
  - プロダクション・マネージャー：関口孝治
  - 協力：スタジオジュニオ
  - プロデュース：東映アニメーション
- 音楽スタッフ
  - 作曲：尾形雅史、幡谷尚史（日本／欧州版）
  - 効果音、サウンド・プログラム：牧野幸文
  - 作曲：スペンサー・ニールセン、デヴィッド・ヤング、スターリング（北米版）
- プロモーター：田中ひろゆき
- パッケージ・デザイナー：高橋よういち、竹林はやと
- イラストレーション：星野一幸

## 評価
- ゲーム誌『ファミコン通信』の「クロスレビュー」では9・8・7・8の合計32点（満40点）でゴールド殿堂入りを獲得[10]、レビュアーからはCDメディアになった事でサウンド面が強化されたという意見や、前作よりも仕掛けが増加しソニックのスピード感も増したという意見、スピード感がより強調されたなど肯定的な意見が多く挙げられたが、一方でステージをクリアするよりも適当に走り回りリングを集めるというゲーム性になっており好みが分かれるといった意見や、じっくり遊びたい人には向かないといった意見も挙げられた[25]。

- ゲーム誌『メガドライブFAN』の読者投票による「ゲーム通信簿」での評価は以下の通り25.0点（満30点）を獲得した[22]。

| 項目 | キャラクタ | 音楽 | お買得度 | 操作性 | 熱中度 | オリジナリティ | 総合 |
| 得点 | 4.6        | 4.5  | 3.8      | 4.2    | 4.0    | 3.8            | 25.0 |

- ゲーム本『メガドライブ大全』（2004年、太田出版）では、本作がソニックチームの制作ではない事を指摘した上で「本家には引けを取らない」と称賛、CD音源によるBGMが素晴らしいとした上で「宇徳敬子ボーカルの主題歌は疾走感あふれる」と肯定的に評価した[23]。

## 移植版
| No. | タイトル                       | 発売日                                    | 対応機種                                                                     | 開発元                 | 発売元                    | メディア                         | 型式                                                            | 備考                                                      |
| --- | ------------------------------ | ----------------------------------------- | ---------------------------------------------------------------------------- | ---------------------- | ------------------------- | -------------------------------- | --------------------------------------------------------------- | --------------------------------------------------------- |
| 1   | ソニック・ザ・ヘッジホッグCD   | 1996年8月9日 1996年9月26日 1996年10月3日  | Windows                                                                      | ソニックCDチーム H.I.C | セガ Expert Software セガ | CD-ROM                           | HCJ-0104 85015 MK-85015                                         |                                                           |
| 2   | ソニック ジェムズ コレクション | 2005年8月11日 2005年8月16日 2005年10月7日 | PlayStation 2 ゲームキューブ                                                 | ソニックチーム         | セガ                      | PS2:DVD-ROM GC:8センチ光ディスク | PS2: SLPM-66074 SLES-53350 GC: DOL-P-G2XJ DOL-P-G2XE DOL-P-G2XP | PlayStation 2版は日本、欧州のみ発売                       |
| 3   | ソニックCD                     | INT 2011年12月14日 2011年12月19日         | Android端末 PlayStation 3 (PSN) Xbox 360 (XBLA)                              | セガ                   | セガ                      | ダウンロード                     | -                                                               | 2022年5月20日配信・購入終了 （PlayStation 3とXbox 360版） |
| 4   | ソニックCD                     | INT 2011年12月15日 2011年12月19日         | iPhone iPod touch (iOS)                                                      | セガ                   | セガ                      | ダウンロード                     | -                                                               |                                                           |
| 5   | Sonic the hedgehog CD          | 2012年1月19日                             | Windows                                                                      | セガ                   | セガ                      | ダウンロード (Steam)             | -                                                               | 2022年5月20日配信・購入終了                               |
| 6   | Sonic the hedgehog CD          | INT 2012年11月14日                        | Windows Phone                                                                | セガ                   | セガ                      | ダウンロード                     | -                                                               |                                                           |
| 7   | Sonic Hits Collection          | 2013年7月3日                              | Windows                                                                      | セガ                   | セガ                      | ダウンロード (Steam)             | -                                                               |                                                           |
| 8   | ソニックオリジンズ             | 2022年6月23日                             | Nintendo Switch PlayStation 4 PlayStation 5 Xbox One Xbox Series X/S Windows | Headcannon             | セガ                      | ダウンロード                     | -                                                               | SEGA Forever版の移植                                      |
| 9   | ソニック・ザ・ヘッジホッグCD   | 2022年10月27日                            | メガドライブ ミニ2 SEGA Genesis Mini 2                                       | エムツー               | セガ                      | プリインストール                 | HAA-2524 MK-16310                                               | メガCDとSega CD版の移植                                   |

メガCD版とWindows版、ソニックジェムズコレクション版、2011年配信版ではそれぞれ微妙に違いがある。
キャラクター
メガCD版が北米で発売された時にはエミー・ローズ（ロージー・ザ・ラスカル）の名前がプリンセス・サリー、リトルプラネットの名前が惑星モビウスに差し替えられている。欧州版ではリトルプラネットの名前を惑星モビウスに変更したのみで、エミー・ローズ（ロージー・ザ・ラスカル）の名前は変更なし。
2011年配信版ではテイルスも登場している。
アニメーション
メガCD版のアニメーションシーンは、小さい枠の中に少ないフレーム数で描かれているが、ジェムズコレクション版以降では画面全体がアニメーションに使われ、アニメそのもののシーンも増えている（これはソニック ジャムに収録されていたものと同じであり、メガCD版のアニメーションを作る際に制作された原版のアニメーションである）。またロード時間が延びた関係か、ロード中に舞台となるリトルプラネットの地図が表示されるようになっている。
音楽
日本でも発売されたWindows版は地域によらず「北米版」のBGMとなっている。
その他
スペシャルステージの処理がメガCD版では多少処理落ちしたようになっていた物が他の版では高速で動く、サウンドテスト画面の音源トラックが統合されているなど、細かい相違点がいくつか存在する。